# Susanne Albrecht (Künstlerin)
Susanne Albrecht (* 1960 in Kaufbeuren) ist eine deutsche Bildhauerin, Zeichnerin und Installationskünstlerin.

## Leben
Susanne Albrecht ist die Tochter von Ingeborg Albrecht (geborene Borzer) und Hermann Albrecht. Die Familie zog 1966 aus Marktoberdorf im Allgäu nach Ubbedissen in Nordrhein-Westfalen. Albrecht studierte von 1980 bis 1986 Kunst und Biologie an der Universität Bielefeld, schloss mit dem ersten Staatsexamen ab und beschäftigte sich mit Grafik und Skulptur. Danach ließ sie sich in Pietrasanta in der nördlichen Toskana in Steinbearbeitung und Bronzeguss unterrichten; es entstanden erste Skulpturen aus Marmor und Bronze. Albrecht lernte dort den brasilianischen Künstler Paulo Boer kennen, mit dem sie 1989 nach Deutschland zurückkam; 1990 wurde Tochter Maila Boer geboren. Albrecht und Boer gestalteten als Künstlerpaar Gemeinschaftsarbeiten und nahmen gemeinsam an Ausstellungen teil. Sie trennten sich 2008. Albrecht lehrte unter anderem an den Universitäten Bielefeld und Paderborn sowie an der Kunstakademie Münster. Besonders bekannt sind ihre Skulpturen im öffentlichen Raum. Sie lebt in Herford und leitet dort seit 2006 den Kunstraum Kiosk 24.

## Werk
In den bildhauerischen Arbeiten der späten 1980er und 1990er Jahre dominieren Marmor und diverse Vulkangesteine (Diabas, Basalt, Granit), die Albrecht mit sparsamen Eingriffen gestaltet (etwa Paar I, Diabas, 220 × 140 × 100 cm; mit P. F. Boer). Sichtbar werden die Strukturen des Materials und die Differenz zwischen bearbeiteten und unbearbeiteten Segmenten. Einige Werke für Außenräume beziehen Regenwasser in die Gestaltung ein. Es sammelt sich in Becken, Rinnen und Furchen, füllt den ausgearbeiteten Negativraum auf und bildet vorübergehend spiegelnde Flächen aus. So entsteht ein Spannungsverhältnis zwischen der Stabilität und Zeitlosigkeit des Steins und den veränderlichen, nur vorübergehend sichtbaren Gestalten des Wassers, die trotzdem von der Steinstruktur vorgegeben sind. Später kombiniert und konfrontiert Albrecht Gestein auch mit anderen Materialien, zunächst vor allem Holz und Metall (Sommerarbeit, Beuchaer Granit und Eiche, 1995). Wie zuvor das Wasser, füllen auch die neuen Materialien die im Gestein ausgearbeiteten Hohlräume aus. Kompositionen dieser Art und Gestaltung werden zu einem Hauptmerkmal von Albrechts Arbeit. Die Unterschiede des Materials in puncto Beschaffenheit, Lebensdauer und Herkunft treten in den Vordergrund; genauso die je unterschiedlichen Veränderungsprozesse.
Ab 2002 kommt ein weiches Material hinzu – Filz. Damit bekleidet und umhüllt Albrecht zuvor bearbeitetes Gestein teilweise oder vollständig. Der Filz wirkt wie ein weicher Kokon des harten Steins. Während der Kokon irgendwann zerfällt, bleibt der Stein sich gleich (er verpuppt sich nicht) – gleichsam eine umgekehrte Metamorphose. 2003 schichtet Albrecht im türkischen Hereke in Shrinking Seam Flussgestein in einer ausgehöhlten Marmorstele auf und bekleidet den oberen Teil mit Filz, der wiederum eine begrenzte Lebensdauer hat. In den Werken dieser Zeit spiegelt sich Albrechts Beschäftigung mit kultureller Differenz; es eröffnen sich neue Kontexte, die das Soziale und Politische einbeziehen. Sie arbeitet 1999ff im interdisziplinären Projekt „Arbeitsbedingungen bildender Künstlerinnen im internationalen Vergleich“ an der Universität Bielefeld mit, in dem es auch um Professionalisierungsstrategien von Künstlerinnen im globalisierten Kunstbetrieb geht. Albrecht entwickelt das E-Mail-basierte Kunstprojekt Second Hand Dress (2002), in dem 16 Künstlerinnen aus elf Ländern an der Umarbeitung des gleichen Second-Hand-Kleids in ihrem jeweiligen kulturellen Kontext arbeiten. Gebrauchte Textilien nehmen immer mehr Raum in Albrechts Kunst ein. Sie zerschneidet die Textilien in Streifen und verwandelt das Material in große, oft sehr bunte Objekte. In den Kegeln, Kugeln und Kreiseln wird das Ausgangsmaterial durch die straffe Umwicklung maximal verdichtet; es wirkt, als habe sich dessen Konsistenz stark verändert.
2004 gestaltet Albrecht für die Ausstellung „Dönüsün“ (dt. Transformation) die Installation Sugar Print 30, in der sich der anfänglich braune karamellisierte Zucker allmählich verflüssigt und vom weißen kristallinen Zucker aufgesogen wird. Zu Albrechts wichtigen Werken der 2000er Jahre gehören temporäre Arbeiten wie 13 Orte – 13 Räder, entstanden anlässlich des Landart-Symposions 2002 im Kreis Minden-Lübbecke, und die Garteninstallation Mühlegarten im Freilichtmuseum Cloppenburg. Mit dem Skulpturen-Ensemble Die Korrektur gewinnt Albrecht 2004 den 1. Preis im Kunst- und Bauwettbewerb des Städtebau-Ministeriums NRW. Das Ensemble wird im Vorhof der Justizvollzugsanstalt Herford errichtet. Als das Marta Herford eröffnet wird, ein von Frank Gehry entworfenes Museum für zeitgenössische Kunst, realisiert Albrecht das partizipatorische Projekt Atelier im Stadtraum: Gemeinsam mit mehreren Personen umwickelt sie an den Wegen zu dem umstrittenen Museums-Bau diverse Objekte mit Stoffen in den drei Marta-Farben Pink, Blau und Grau – die temporäre soziale Plastik entfaltet sich in den Stadtraum hinein. Zudem platziert Albrecht ein umwickeltes Fahrrad im Eingangsbereich des Museums; Ausstellungsleiter Jan Hoet kauft das Objekt Fahrrad umwickelt für die Sammlung Marta auf.
2010 wird auf dem Bielefelder Johannisberg vor dem Eingang zum ehemaligen Zwangsarbeiter-Lager Bethlehem, in dem vor allem aus der UdSSR verschleppte junge Frauen eingesperrt waren, die große Landschaftsskulptur Unter Zwang aufgestellt. Aus einer aufgesockelten, schwebend wirkenden Betonplatte (22,5 m lang, 60 t schwer) wachsen durch runde Aussparungen kleinwüchsige, wie zufällig in Gruppen zusammenstehende Apfeldornbäume. Die Kronen haben ein größeres Volumen als die Aussparungen haben, weshalb die Bäume eingezwängt wirken, sich aber frei entwickeln können. „Durch diese Konstellation wird die Differenz zwischen den Naturformen der Bäume und der fast wie ein Industrieprodukt wirkenden riesigen Betonplatte körperlich erlebbar – auf der einen Seite etwas Starres, Unveränderbares, Festgelegtes, das sich zwangsweise und unverrückbar um die Bäume gelegt hat – [...]. Auf der anderen Seite die sich bei Wind, Wetter und im Verlauf der Jahreszeiten  verändernden belebten Bäume, die trotz allem diese Zwangsmaßnahme überleben.“ (Irene Below, Kunsthistorikerin)
Mit dem Projekt „Steinsein“ beginnt 2014 eine Ausstellungsserie, in der Albrecht das Material Stein, mit dem sie sich seit den Anfängen ihres künstlerischen Schaffens befasst, multiperspektivisch darstellt, die elementaren Impulse für kreatives Handeln untersucht und den Schöpfungsprozess selbst in diversen Werken thematisiert. Die multimediale Ausstellung „Steinsein I“ in der Bielefelder Treppenhausgalerie spannt einen Bogen zwischen Naturwissenschaft, Kunst und Kultur. „Steinsein II“ ist eine minimalistische Installation aus Tonziegeldraht und Licht, in der Albrecht die Fragilität des Schöpfungsprozesses reflektiert. „Steinsein III“ in der Bielefelder Galerie Kunstraum Rampe führt mittels Zeichnungen, Gefäßen, Skulpturen und Projektionen Albrechts Umgang mit Steinen vor. Sie lässt sich von dem Gedicht „Gespräch mit dem Stein“ der polnischen Literaturnobelpreis-Trägerin Wisława Szymborska inspirieren. Darin heißt es: „Ich klopfe an die Tür des Steins.“ Im Rahmen des Projekts „Bielefelder Citywalks“ realisiert Albrecht 2016/2017 vier unterschiedliche Stadtspaziergänge. Die Route eines Spaziergangs folgt dem ehemaligen Weg der Zwangsarbeiterinnen aus der Sowjetunion. Auf den drei anderen Routen, die Albrecht mit einem Geologen und einem Steinmetz erarbeitet, steht die Bestimmung diverser Steine sowie ihre Hierarchie und Funktion im Städtebau und in der Kunst im Mittelpunkt.
Beim Landschaftskunstprojekt „Natur-Kunst-Leben“ im Oberen Linzgau (2021) untersucht Albrecht in Innen- und Außenraum-Arbeiten die Parallelen zwischen der industriellen Ziegel-Herstellung und den künstlerischen Strategien der Konzeptkunst. Mit der Ausstellung „Schatten Sammeln“ in Herford schreibt Albrecht ihre langjährige Arbeit am Projekt „Stein Sein“ in den Themen-Komplex Klimawandel ein.

## Einzelausstellungen (Auswahl)
- 2021 „Schatten Sammeln“, Galerie Kiosk24 Herford
- 2019 Sommeratelier Galerie Rampe, Bielefeld
- 2019 Gastatelier Kunsthalle Kleinschönach
- 2017 Bielefelder City Walk, Kunstverein Bielefeld
- 2016 Bielefelder City Walk, Kunstverein Bielefeld
- 2016 „SteinSein1“,Treppenhausgalerie Bielefeld
- 2012 „neu einrichten“, Galerie Kiosk24, Herford
- 2011 „Woran ich mich erinnere“, Kunstverein Oerlinghausen (mit Svenja Rehse)
- 2010 Galerie im Studio. WDR-Studio Bielefeld
- 2009 „Berge sieben“, De Twee Weezen, Eindhoven, Niederlande
- 2008 Galerie Werkstatt, Gelsenkirchen
- 2008 Galerie Kiosk24, Herford
- 2007 „anhängig“, Galerie Artists Unlimited, Bielefeld
- 2006 „Außenansichten“, Bielefeld
- 2005 „Atelier im Stadtraum“, Eröffnungsaktion Museum MARTa Herford
- 2003 MARTaKapelle, Herford
- 2002 Landart Projekt im Kreis Minden Lübbecke (K)
- 2001 Landart Projekt im Freilichtmuseum Cloppenburg
- 2000 Institut für Lippische Landeskunde, Lemgo mit Paulo F. Boer (K)
- 1994 Kunstverein Lübbecke mit Paulo F. Boer
- 1990 Städtische Galerie Osnabrück mit Paulo F. Boer

## Ausstellungsbeteiligungen (Auswahl)
- 2021 Landschaftskunstprojekt „Natur Kunst Leben“, Kunsthalle Kleinschönach
- 2019 „aufgeschlossen“, Zellentrakt, Herford
- 2016 Traverse, Kunsthaus Alte Mühle, Schmallenberg
- 2011 „Frisch ausgepackt“, Museum MARTa Herford
- 2008 Goethe-Institut Istanbul, Diyarbakir Art Center, Kargart Istanbul
- 2007 44. Troya Art Festival, Cannakale, Türkei[8]
- 2006 Zeche Zollverein, Essen (K)
- 2006 „Visao Trocada“, Galeria Olido, Centro Cultural Sao Paulo[9]
- 2004 Transformation, Toptasi Külliyesi, Istanbul
- 2004 Atelierhaus Panzerhalle, Potsdam; Frauenmuseum Bonn (K)
- 2003 Gartenbiennale „Vogelfrei“, Darmstadt (K)[10]
- 2002, 2005, 2007 Ars Natura
- 2001 „ein-seh-bar – sichtbares künstlerinnenarchiv owl“, frauenkunstforum owl e.V.[11]
- 1996 Außengelände Grassi Museum, Leipzig

## Preise und Förderungen
- 2009/10 Konzept und Realisation der Skulptur „Unter Zwang“ zur Erinnerung an das Zwangsarbeiterinnenlager Bethlehem auf dem Bielefelder Johannisberg
- 2007 Reisestipendium Marmara Universitesi und Bilfen , Istanbul
- 2005 Kurzeitstipendium Pilotprojekt Gropiusstadt, Berlin
- 2005 Portrait 8 Künstlerinnen aus NRW, gefördert von der Staatskanzlei NRW
- 2004 Erster Preis Kunst am Bau Wettbewerb JVA Herford, ausgelobt vom Ministerium für Städtebau, Wohnen, Kultur und Sport, NRW
- 1997 Künstlerförderung Kreis Herford
- 1996 Künstlerförderung Kreis Herford
- 1995 Stipendium Land Sachsen
- 1988 Erster Preis Kunst am Bau Wettbewerb Osnabrück

## Arbeiten in öffentlichen Sammlungen
- Artothek Stadtbibliothek Bielefeld
- Sammlung Museum MARTa Herford

## Arbeiten im öffentlichen Raum
- Gemeinschaftszentrum, Osnabrück
- Schlosspark, Rheda Wiedenbrück
- Aufbaugemeinschaft, Espelkamp
- Wohnpark Theesen, Bielefeld
- Justizvollzugsanstalt, Herford
- Radewiger Brücke, Herford
- Ars Natura, Melsungen, Bad Wildungen, Kassel
- Campus Universität Hereke, Türkei
- Johannisberg, Bielefeld
- Welthaus, Bielefeld